# Inondation de 2015 de Tbilissi
L’inondation  de 2015 à Tbilissi est un la conséquence d'un événement météorologique survenu dans la vallée de la rivière Véré à Tbilissi, capitale géorgienne, dans la nuit du 13 au 14 juin 2015. Vingt personnes sont mortes et la zone autour du zoo de Tbilissi fut détruite. Plus de 300 animaux ont été tués, noyés ou abattus par la police.

## Situation météorologique

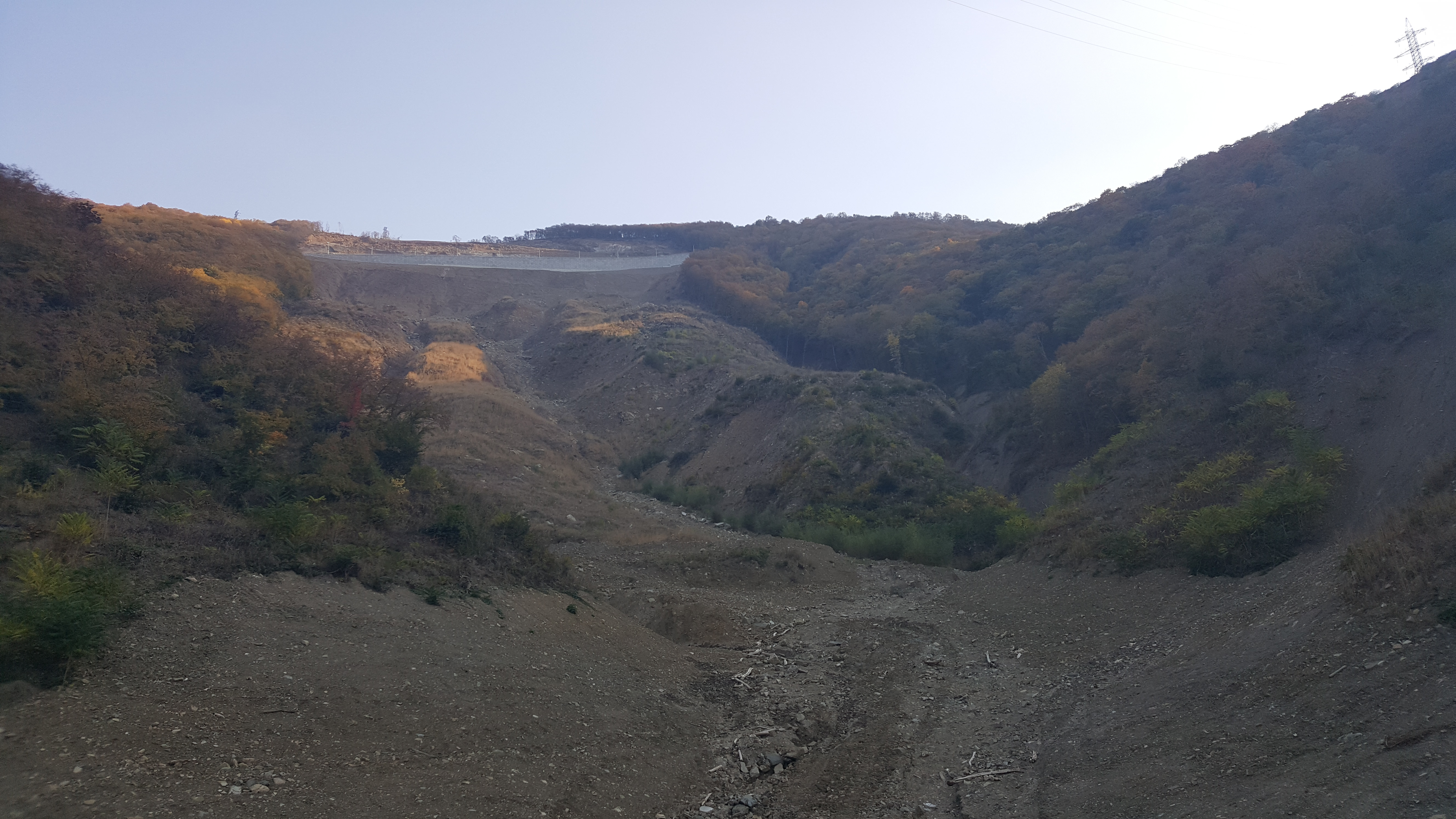
La forêt Trad au nord de Tbilissi dévastée par l'inondation, trois ans plus tard (photo prise en 2018).

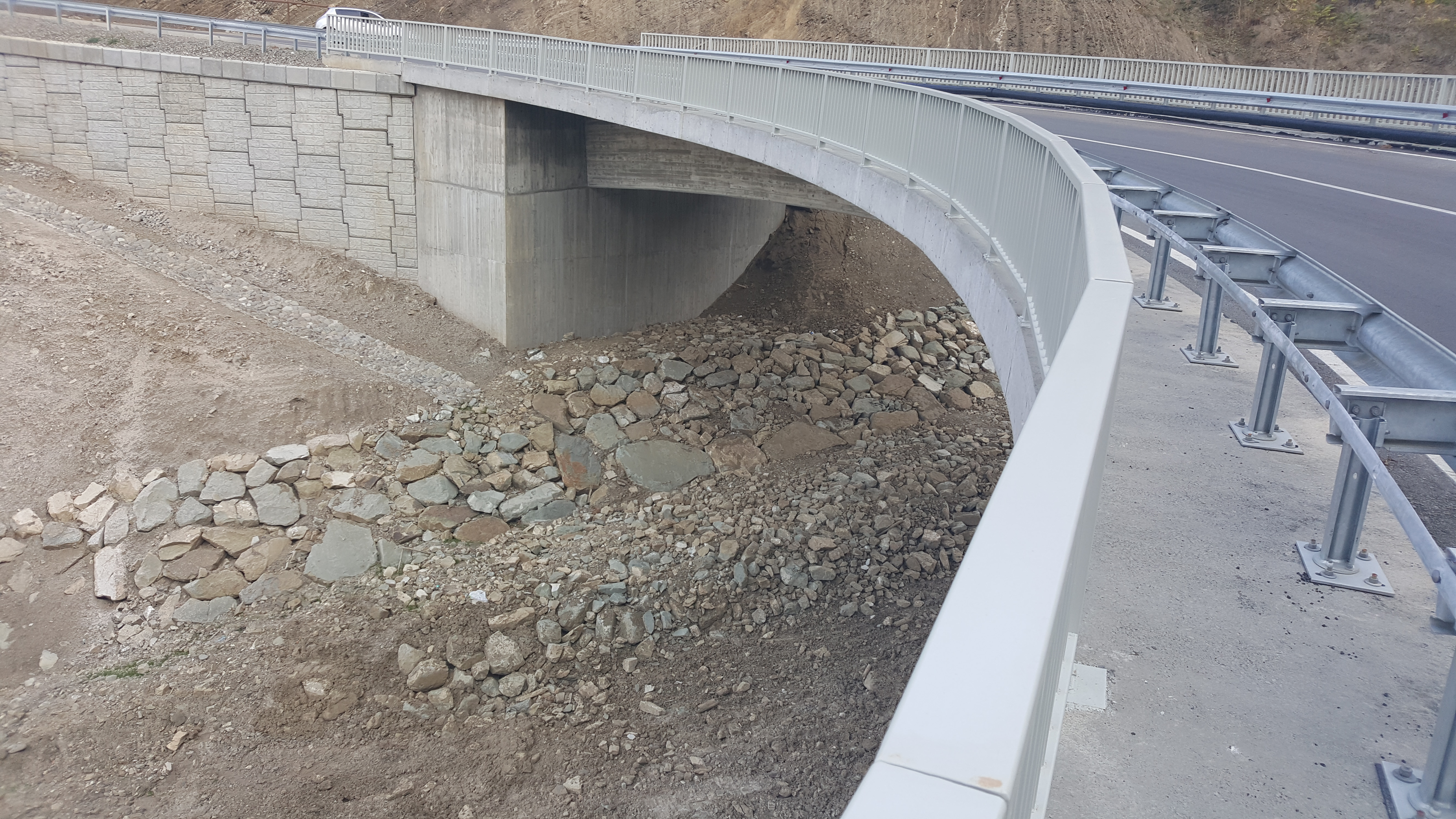
Le pont de la forêt Trad, reconstruit après l'inondation (photo prise en 2018).

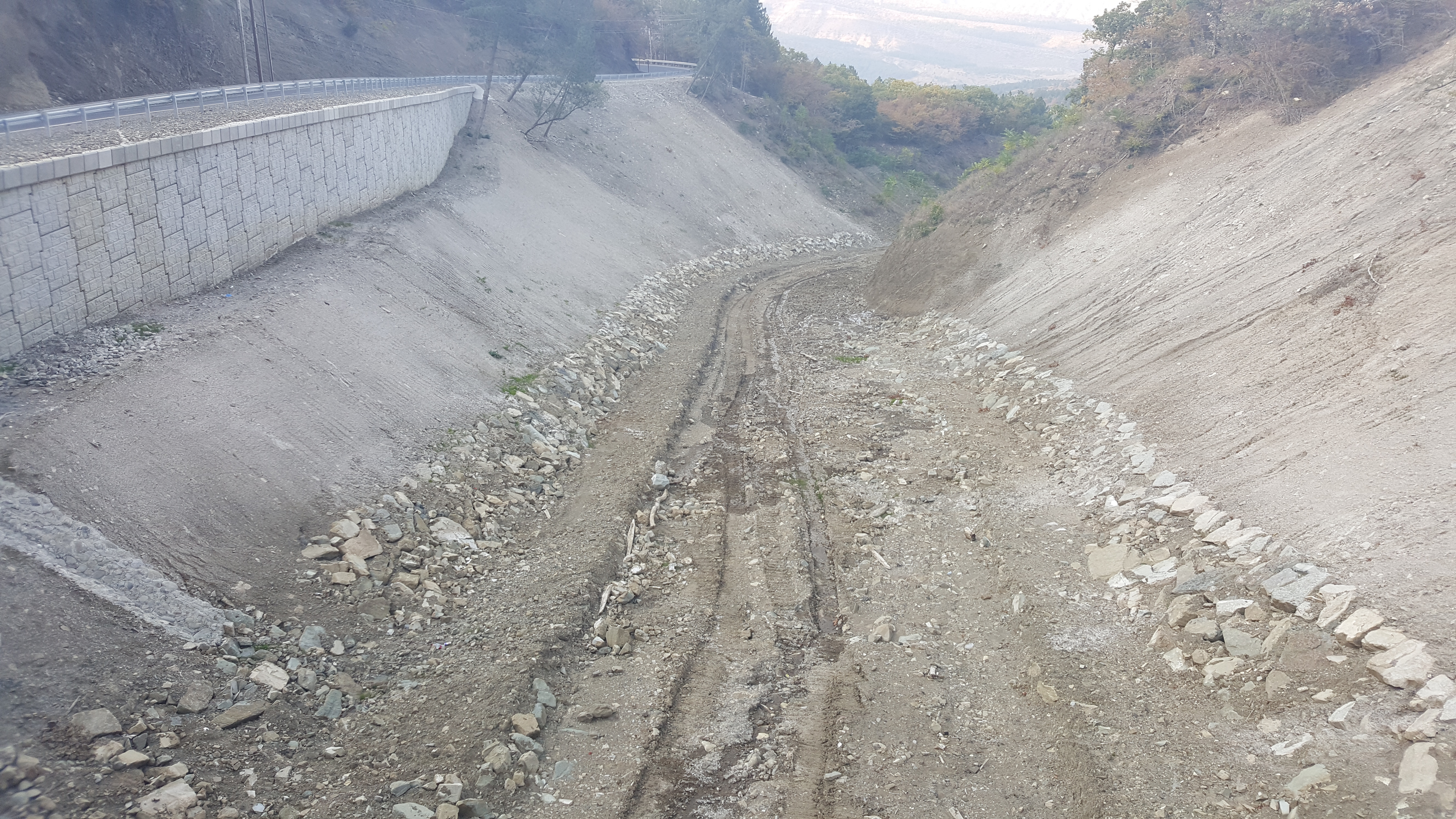
Les traces laissé par l'inondation (photo prise en 2018).

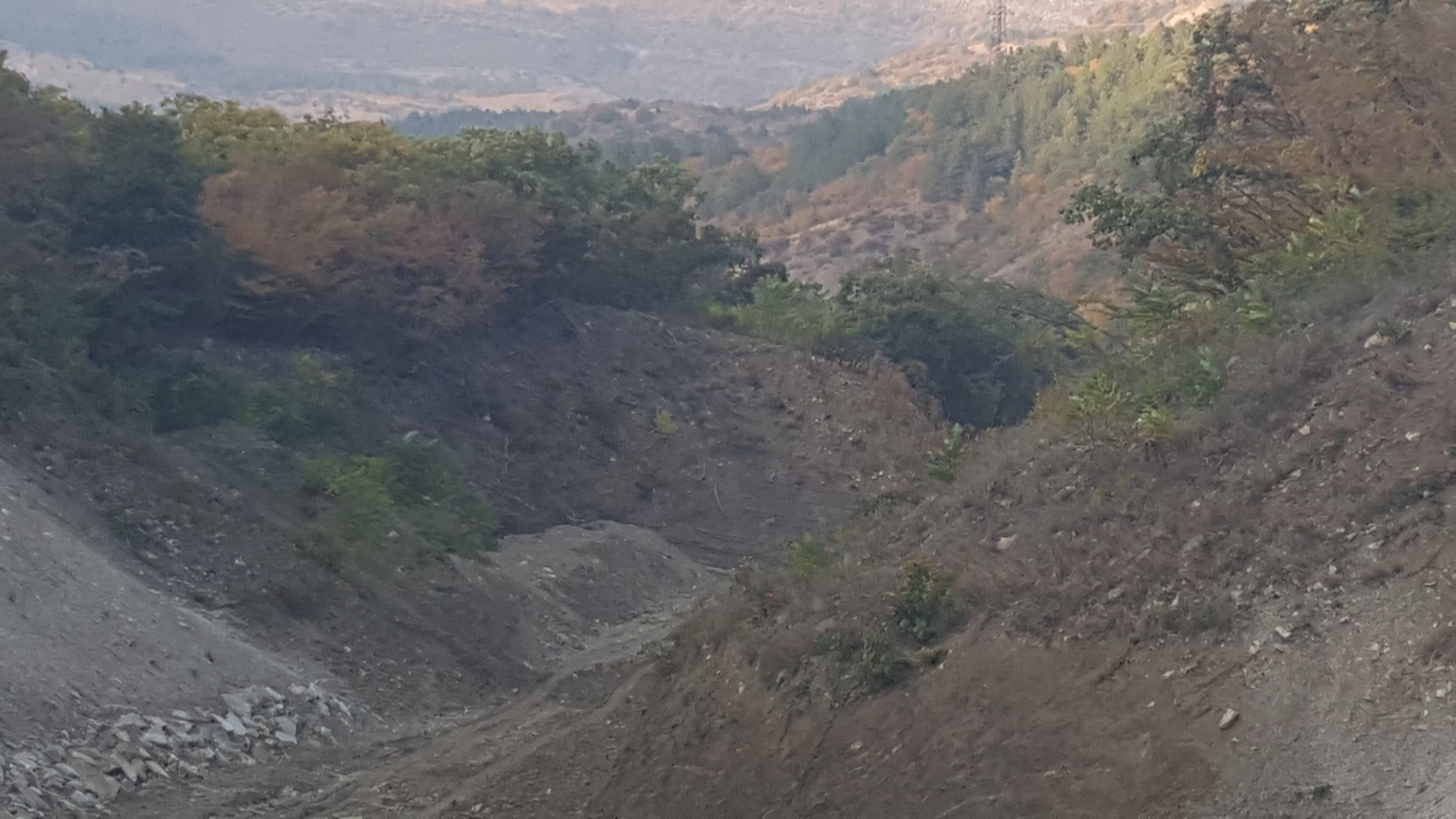
Lieu ou le courant rejoignait Tbilissi, qui est à deux kilomètres (photo prise en 2018).

### L'inondation de la forêt
Tard le 13 juin 2015, après de fortes précipitations équivalant à deux mois de pluie en quelques heures, un glissement de terrain se produit près du village d'Akhaldaba, à environ 20 km à l'ouest de Tbilissi. Ce glissement transportant 1 000 000 m3 de terre, de boue et de l'eau, dévale vers Tbilissi et provoque un embâcle sur la Véré, un affluent de la rive droite du fleuve Koura, à deux endroits. Le premier a lieu dans un canal de dix mètres de large sur la rue de Tamarachvili et l'autre dans un autre canal sous la place des Héros, où le trafic est important et connecté à la rue de Tamarachvili par l'autoroute de la vallée de la Véré. La Véré inonde ainsi le quartier Vaké-Sabourtalo comme cela s'est déjà produit en 1960, 1963, 1972 et 1995. En 1972, il y eut sept morts et des dommages au zoo de Tbilissi.

## Dommages et victimes

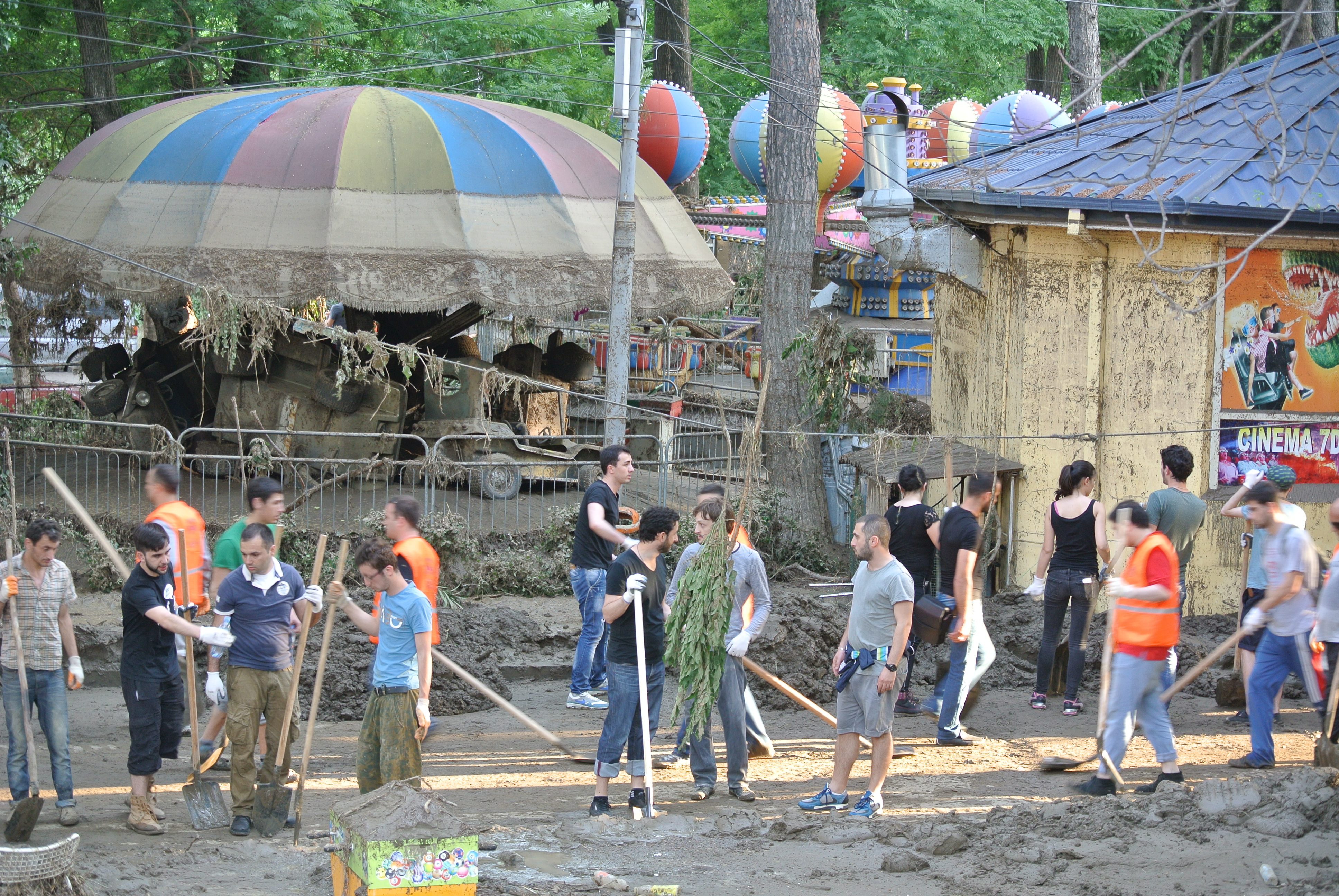
Le zoo après l'inondation.

L'inondation provoque de graves dommages au zoo de Tbilissi, à la place des Héros, au parc Mziouri, ainsi qu'aux rues et maisons à proximité. Elle coûte la vie à 20 personnes, incluant 3 employés du zoo. Un d'entre eux, une femme de 56 ans, était récemment retournée au travail après qu'un tigre l'avait malmenée et lui avait causé une blessure nécessitant un repos de deux semaines. Un jeune officier de sauvetage, Zourab Mouzachvili, mort en sauvant sept personnes, a été récompensé d'une médaille à titre posthume pour dévouement civique.
Environ 36 personnes ont été traitées pour des blessures légères à modérées, la plupart de façon ambulante. Sur les 24 personnes portées disparues le 14 juin, six étaient encore manquantes le 16 juin. Plus de quarante familles se sont retrouvées sans abri, 22 000 personnes se sont retrouvées sans électricité. Le gouvernement géorgien a rapporté un coût estimé préliminaire de dommages dus aux inondations entre 40 et 100 millions de Lari.

### Animaux dans les rues
Plus de trois cents animaux du zoo sont morts, près de la moitié du cheptel, la majorité par noyade. Plusieurs des animaux survivants, dont un hippopotame, deux grands félins, des loups, des ours et des hyènes, se sont échappés des cages et ont traversé les murs d'enceinte détruits. Selon une porte-parole du zoo, des centaines de chiens se sont également noyés dans un chenil privé qui jouxtait le zoo.
Parcourant les rues de Tbilissi, les fugitifs ont été pourchassés par les forces de police pour les regrouper et pour les capturer avec des dards tranquillisants mais la plupart ont été tués,. Des scènes de cette chasse furent montrées par les médias. L'un des deux tigres blancs a attaqué et blessé mortellement un homme le 17 juin. L'animal a finalement été tué par la police. Un manchot du Cap a été retrouvé à un poste frontière avec l'Azerbaïdjan à 60 km au sud de Tbilissi.

### Mesures d'urgence
Les forces de police, les services d'urgence et des unités de l'armée ont été déployés, aidés par des centaines de volontaires locaux, pour l'évacuation des personnes piégées par les inondations. Le Haut Commissariat des Nations unies pour les réfugiés a mobilisé son bureau Tbilissi pour organiser une intervention d'urgence. De nombreux gouvernements du monde, tels ceux de la Lettonie, de l'Arménie, de l'Azerbaïdjan, de la Turquie, de l'Ukraine, de la Lituanie, des États-Unis, et de la Russie ont offert leur aide. L'Union européenne a annoncé que son Centre de coordination de réponse en cas d'urgences était prêt à déployer l'assistance nécessaire. Le ministère des affaires étrangères de la Pologne a alloué 100 000 € pour aider la Géorgie.
Le zoo de Prague et d'autres zoos tchèques ont dépêché une équipe de spécialistes ayant une expérience en cas d'inondations. Le ministère israélien des affaires étrangères a également envoyé une équipe d'urgence dirigée par les vétérinaires du zoo biblique de Jérusalem et du Safari Ramat Gan. La ville de Šiauliai, Lituanie, a décidé d'organiser un concert de charité pour aider les familles touchées par les inondations et l'homme d'affaires polonais Mariusz Artur Napora a offert de tenir une vente de charité en Pologne.